# Inner-Bjännsjön
Inner-Bjännsjön är en sjö i Bjurholms kommun i Ångermanland och ingår i Öreälvens huvudavrinningsområde. Sjön har en area på 0,159 kvadratkilometer och ligger 250,4 meter över havet. Inner-Bjännsjön ligger i Öreälven Natura 2000-område. Sjön avvattnas av vattendraget Bjännsjöbäcken. Vid provfiske har abborre och öring fångats i sjön.

## Delavrinningsområde
Inner-Bjännsjön ingår i det delavrinningsområde (708843-166381) som SMHI kallar för Utloppet av Inner-Bjännsjön. Medelhöjden är 275 meter över havet och ytan är 1,64 kvadratkilometer. Det finns inga avrinningsområden uppströms utan avrinningsområdet är högsta punkten. Bjännsjöbäcken som avvattnar avrinningsområdet har biflödesordning 4, vilket innebär att vattnet flödar genom totalt 4 vattendrag innan det når havet efter 78 kilometer. Avrinningsområdet består mestadels av skog (79 procent). Avrinningsområdet har 0,16 kvadratkilometer vattenytor vilket ger det en sjöprocent på 9,7 procent.